# 南邁阿密站
南迈阿密站（英語：South Miami station）是美国佛羅里達州邁阿密-戴德縣南迈阿密的一座邁阿密地鐵车站，由邁阿密-戴德公共交通局（MDT）运营管理。车站具体位置位於南迪克西公路（US 1）和日落路（西南第72街）的交界處、即红路（西南第57道）以西的兩個街區。南迈阿密站於1984年5月20日正式啟用，是迈阿密地铁第一阶段首批建成启用的车站之一。车站毗邻日落广场和地区医院。南迈阿密站的建筑布局形式为高架车站，车站设有两条股道及一个岛式站台，多层停车场设有超过1700个停车位。

## 车站结构
| P 站台层 | 南行方向                   | ▉ 迈阿密地铁绿线，往达德兰南方向（达德兰北） · ▉ 迈阿密地铁橙线，往达德兰南方向（达德兰北）    |
| P 站台层 | 岛式站台，左边车门将会开启 |                                                                                                |
| P 站台层 | 北行方向                   | ← ▉ 迈阿密地铁绿线，往帕尔梅托方向 （大学） · ← ▉ 迈阿密地铁橙线，往迈阿密国际机场方向（大学） |
| G 地面层 | 站厅                       | 出入口、巴士站、停车场                                                                         |

## 外部連結
- Miami-Dade County: Metrorail Stations（页面存档备份，存于）